# Discestra farkasii
Discestra farkasii là một loài bướm đêm trong họ Noctuidae.